# Моццо
Моццо (итал. Mozzo) — коммуна в Италии, располагается в регионе Ломбардия, в провинции Бергамо.
Население составляет 7424 человека (2017 г.), плотность населения составляет 2039,56 чел./км². Занимает площадь 3,64 км². Почтовый индекс — 24030. Телефонный код — 035.
Покровителем коммуны почитается святой Иоанн Креститель, празднование 24 июня.

## История
Территория вокруг города Бергамо была заселена, по крайней мере, со времен бронзового века (II тысячелетие до нашей эры).
Первые письменные документы, в которых упоминается Моццо, относятся к 958 и 989 годам (документы о некоторых земельных завещаниях, сделанных Гульельмо и Оберто, сыновьями Апони да Музо, прародителя семьи, от которой страна получила свое название).
В последующие века история Моццо следует истории соседнего Бергамо. С 1927 г. по 1947 г. муниципалитеты Курно и Моццо были объединены в муниципалитет Курдомо (из инициалов Курно, Доротина, Моццо).
Название города от Fondum Muſii или Fondum Mucii, а затем Muz, Muzo, Moss, Moz, в конце концов стало Моццо.

## Границы
Муниципалитет находится примерно в 5 километрах от города Бергамо; граничит со столицей и муниципалитетами Курно, Понте-Сан-Пьетро, Вальбрембо.

## Демография
Динамика населения:

## Администрация коммуны
- Официальный сайт: http://www.comune.mozzo.bg.it/